# Ferdinand Weinwurm
Ferdinand Weinwurm (* 29. April 1990 in Hollabrunn) ist ein österreichischer Fußballspieler.

## Karriere
Weinwurm begann seine Karriere im Sommer 1997 beim UFC Obritz, bei dem er später auch seine ersten Einsätze im Herrenfußball absolvierte und an der Seite seines jüngeren Bruders Anton (* 1991) spielte. Nachdem er es in der Saison 2008/09 bei 27 Meisterschaftseinsätzen auf 26 Treffer gebracht hatte und damit hinter dem Tschechen Pavel Charvat der zweiterfolgreichste Torschütze im Kader der Pulkautaler gewesen war, wechselte er von der achtklassigen 2. Klasse Pulkautal zum Landesligisten SC Retz. 2011 schloss er sich den Amateuren des SK Rapid Wien an. Nachdem er im August 2014 erstmals im Profikader gestanden war, debütierte er im Februar 2015 in der Bundesliga, als er am 21. Spieltag der Saison 2014/15 im Spiel gegen den FC Admira Wacker Mödling in der Startelf stand. Im Sommer 2015 wechselte er zum Regionalligisten SV Horn, mit dem er in der Saison 2015/16 Meister in der Regionalliga Ost werden konnte und somit in den Profifußball aufstieg.
Nach dem Abstieg der Horner in die Regionalliga kehrte er zur Saison 2017/18 zum Landesligisten SC Retz zurück. Dort spielte er bis während der Saison 2019/20 aufgrund der COVID-19-Pandemie der Spielbetrieb unterbrochen werden musste. Nachdem er drei Jahre lang pausiert hatte und seitdem auch in keinem offiziellen Fußballspiel mehr zum Einsatz gekommen war, kehrte Weinwurm im April 2023 zu seinem ehemaligen Ausbildungsverein, den UFC Obritz, zurück. Für den Verein mit Spielbetrieb in der siebentklassigen 1. Klasse Nordwest kam er zwischen April und Mai 2023 in fünf Ligaspielen zum Einsatz, wobei er drei Tore beisteuerte und die Meisterschaft mit dem Team auf dem achten Platz abschloss. Dort traf er auch wieder auf seinen jüngeren Bruder Anton, mit dem er zuletzt 2009 zusammen im Verein gespielt hatte.

## Ausbildung und Beruf
Ferdinand Weinwurm schloss im Jahr 2009 seine Ausbildung im Bereich Elektronik und Technische Informatik an der HTL Hollabrunn mit der Reife- und Diplomprüfung ab.
Anschließend absolvierte er das Lehramtsstudium in Sport und Physik an der Universität Wien. Dieses schloss er 2016 mit dem akademischen Titel „Magister  der Naturwissenschaften“ ab. Seine Diplomarbeit hatte das Thema Fußball zum Thema und lautete Veränderungen der Zusammensetzung der österreichischen Fußball Bundesliga: Rurale Klubs im Vormarsch. Derzeit ist er an seiner ehemaligen Schule, der HTL Hollabrunn, als Lehrer tätig. Hier tritt er unter anderem auch als Skikursleiter in Erscheinung.
In der Saison 2019/20 erhielt er die Lizenz zum Kindertrainer, nachdem er davor bereits als Co-Trainer im Nachwuchsbereich (etwa beim SC Retz) gearbeitet hatte.